# Koto Tebat
Koto Tebat is een bestuurslaag in het regentschap Kerinci van de provincie Jambi, Indonesië. Koto Tebat telt 861 inwoners (volkstelling 2010).